# 和洋折衷

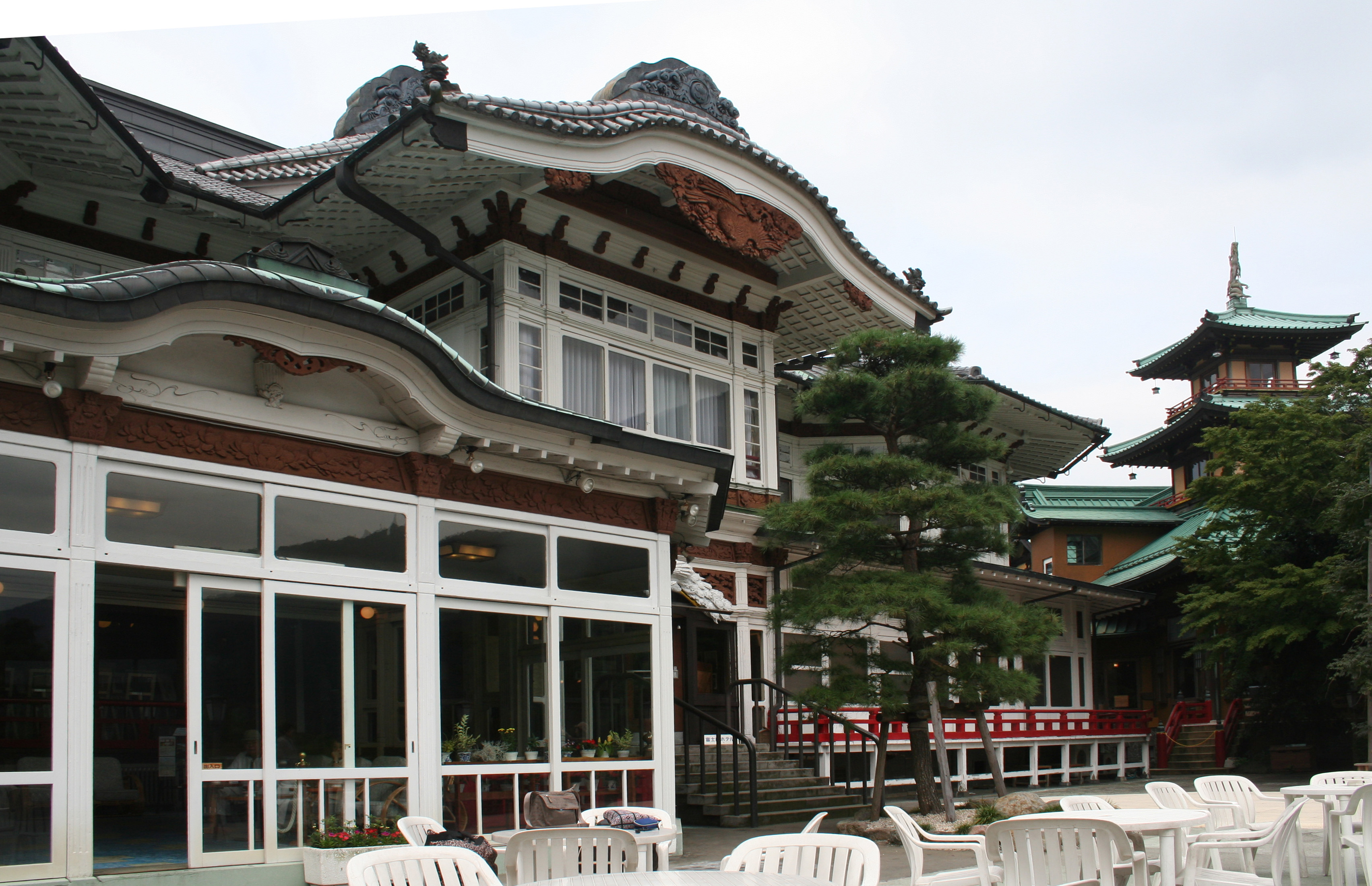
和洋折衷建築・富士屋旅館

和洋折衷（わようせっちゅう）是混合日本風和西洋風的一種樣式。
料理上，混合和風和洋風雙方的特徵，代表例有混合和的紅豆餡和洋的麵包的紅豆麵包等。建築上，混合洋風和和風要素的建築，稱作和洋折衷建築。

## 脚注
1. ↑  『大辞泉』、小学館

## 關連項目
- 和洋折衷建築、帝冠樣式、看板建築、擬洋風建築、西洋館
- 和魂洋才
- 外來語、和製英語
- 外國人居留地、御雇外國人
- 南蠻胴
- 中体西用